# Fenicisk en
Fenicisk en (Juniperus phoenicea) är en cypressväxtart som beskrevs av Carl von Linné. Juniperus phoenicea ingår i släktet enar, och familjen cypressväxter. IUCN kategoriserar arten globalt som livskraftig.
Arten förekommer kring Medelhavet samt i väst till Portugal, Kanarieöarna och Marocko respektive i öst till Turkiet och Syrien. Växten når även Arabiska halvön. Den hittas i låglandet och i bergstrakter upp till 2400 meter över havet. Grunden kan variera mellan sandsten, kalksten, granit eller vulkaniska bergarter. Denna cypressväxt är vanlig i vegetationstyperna garrigue och macchia. Andra typiska växter i samma biom är aleppotall (Pinus halepensis), Pinus brutia, stenek (Quercus ilex), mastixbuske (Pistacia lentiscus), olivträd (Olea europaea) samt arter av släktena Cistus och lavendelsläktet.
I Algeriet och Tunisien används träet ibland som timmer, för att bygga staket samt för vedeldning. Artens enbär brukas för att smaksätta mat samt alkoholiska drycker. Trädet odlas inte utan dess delar hämtas direkt från vildmarken. Enbären och bladen har enligt den traditionella afrikanska medicinen olika läkande egenskaper. De används bland annat mot diarré, reumatism och prostatit.

## Underarter
Arten delas in i följande underarter:
- J. p. phoenicea
- J. p. turbinata

## Bildgalleri

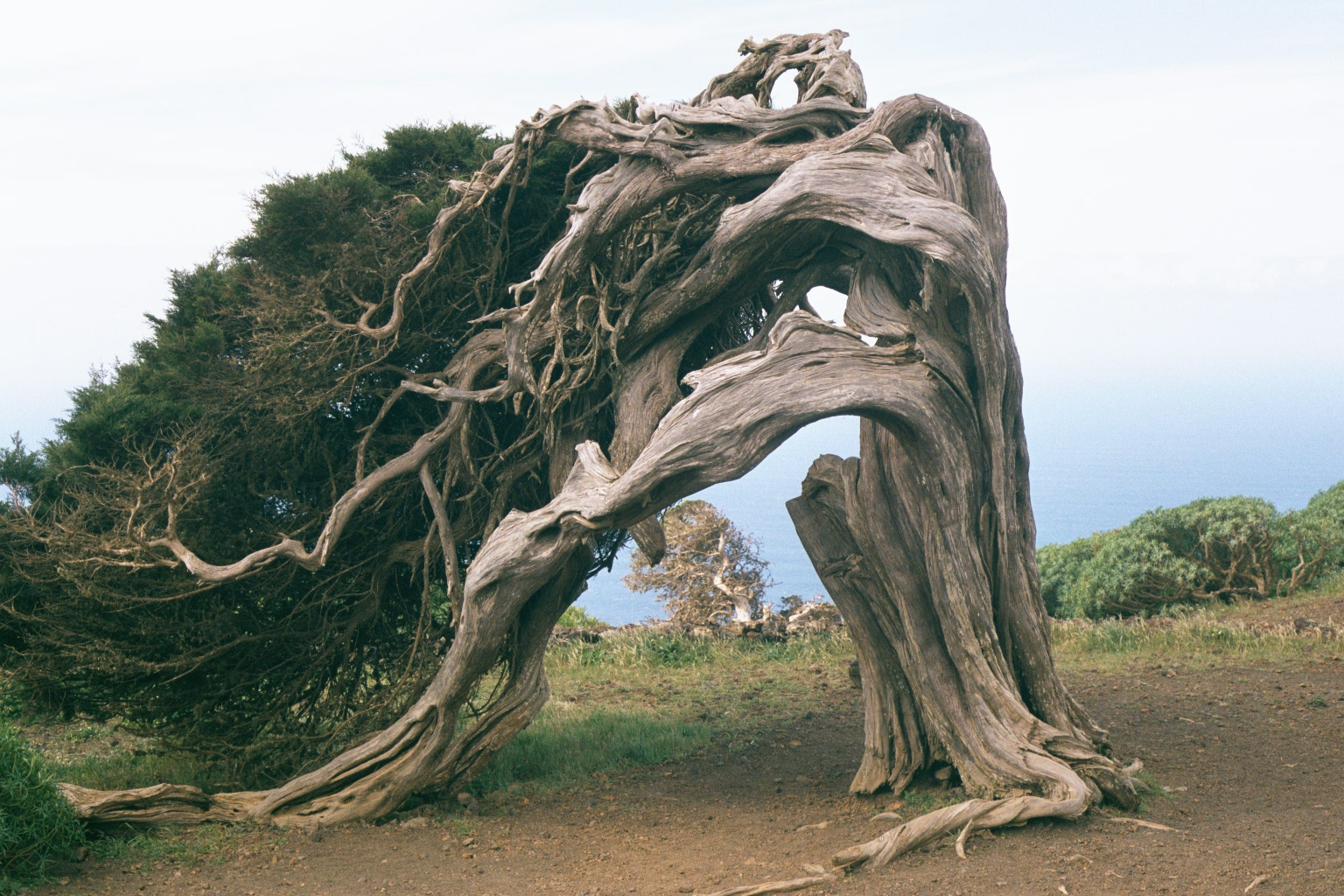
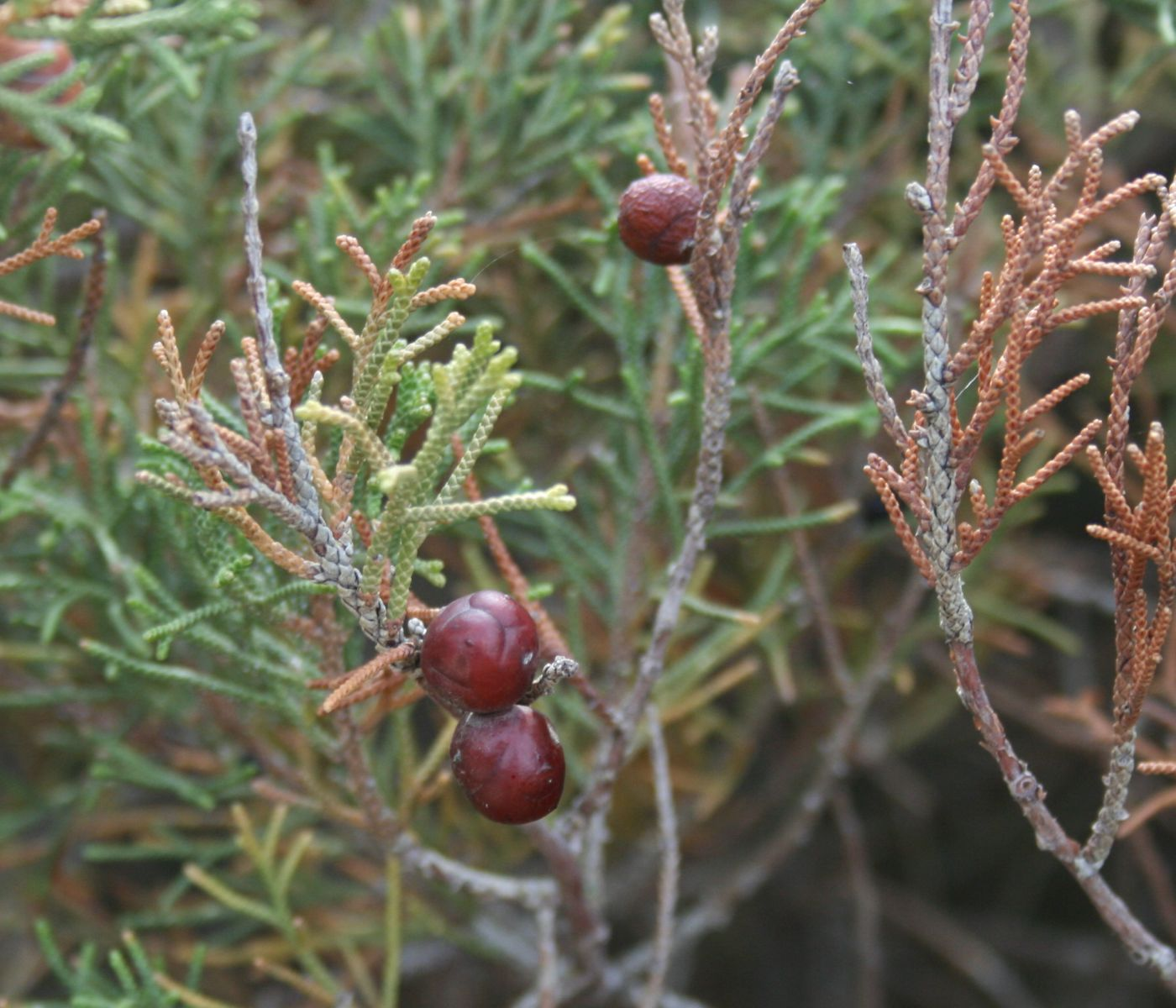
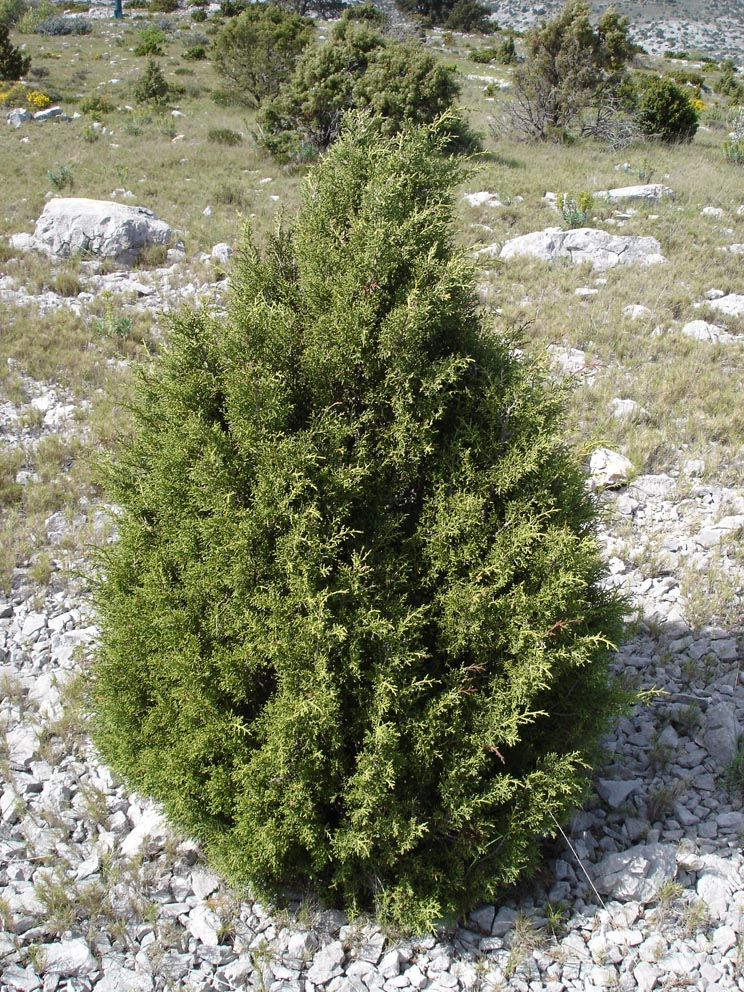
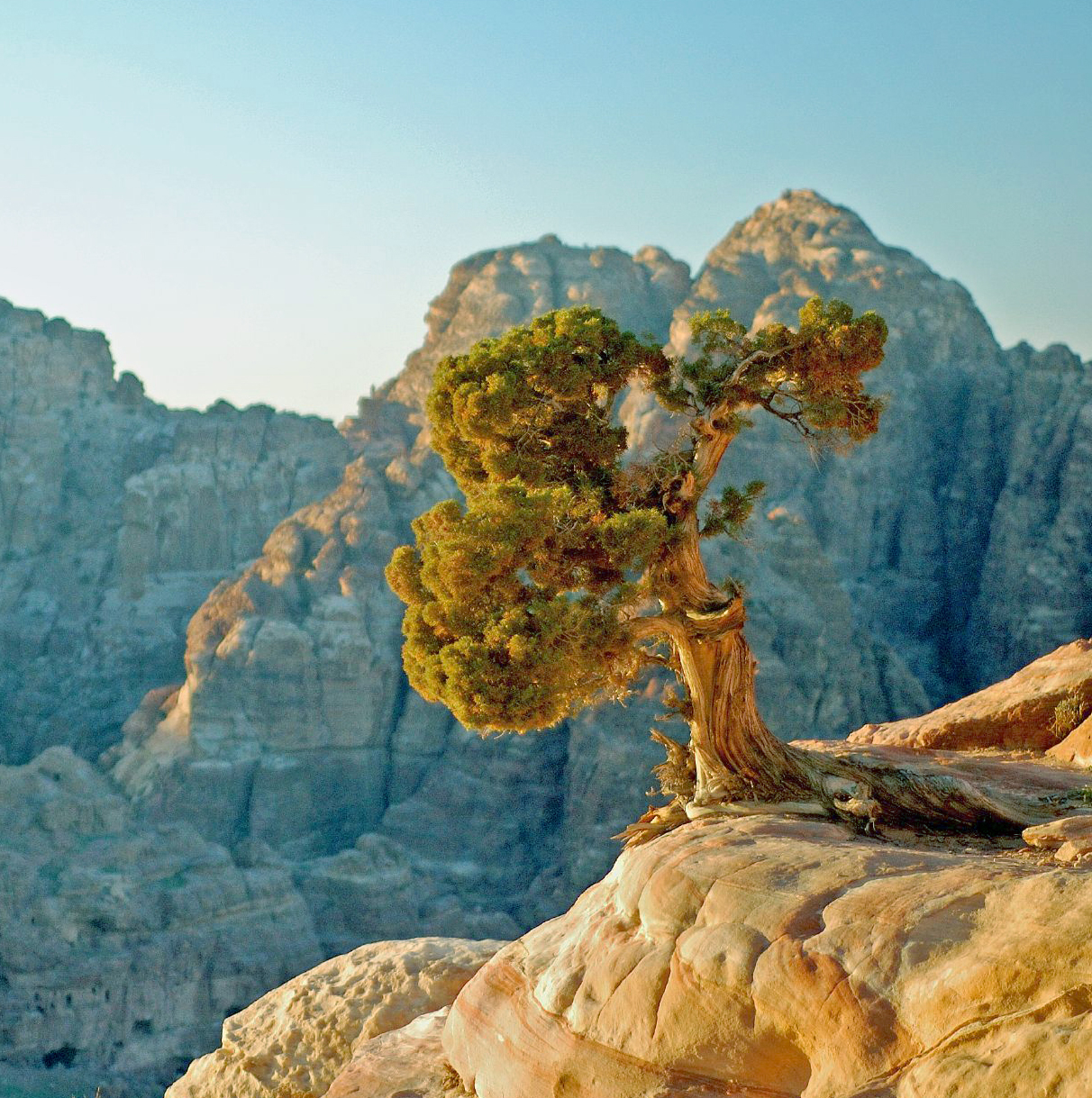
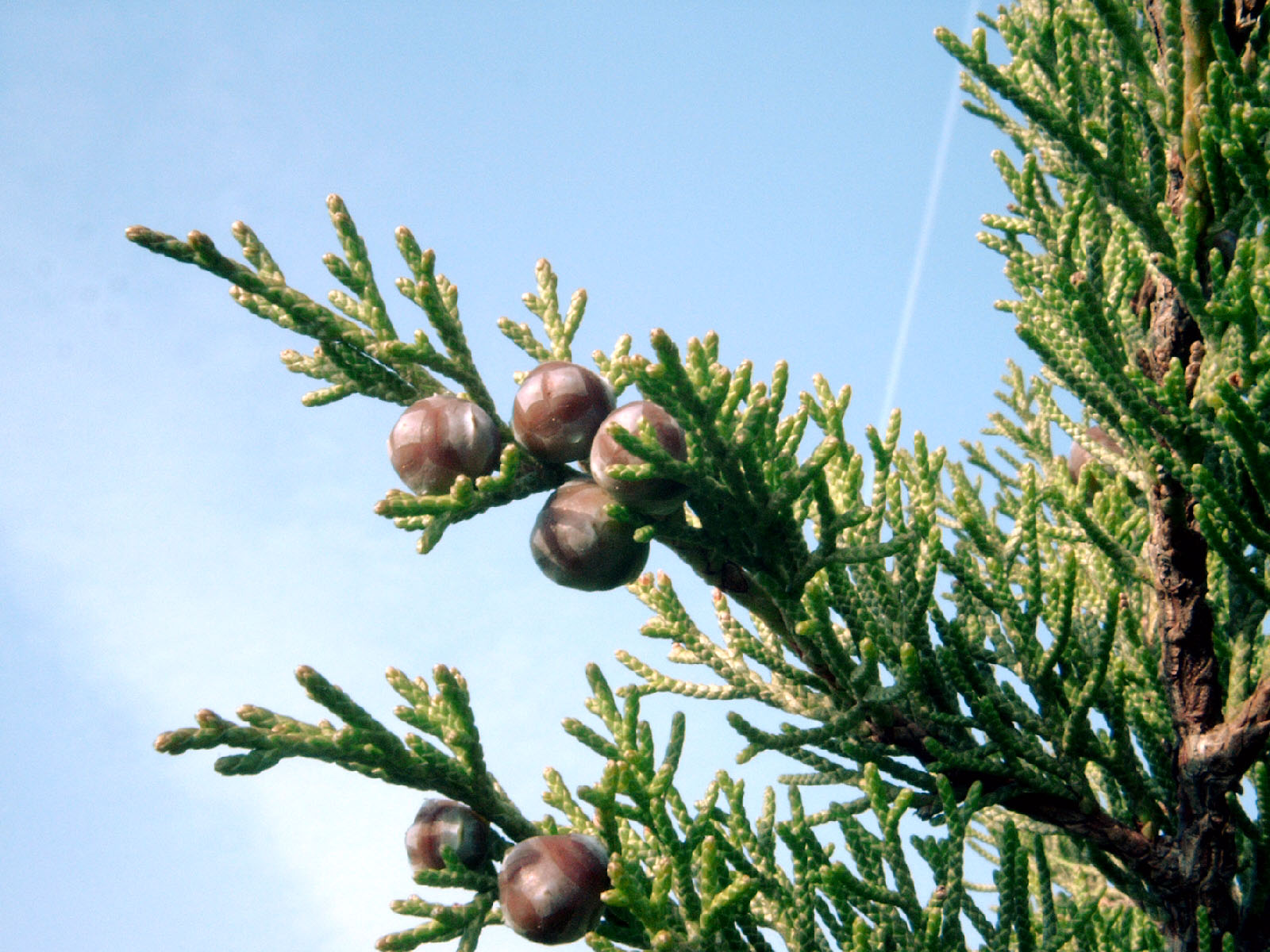
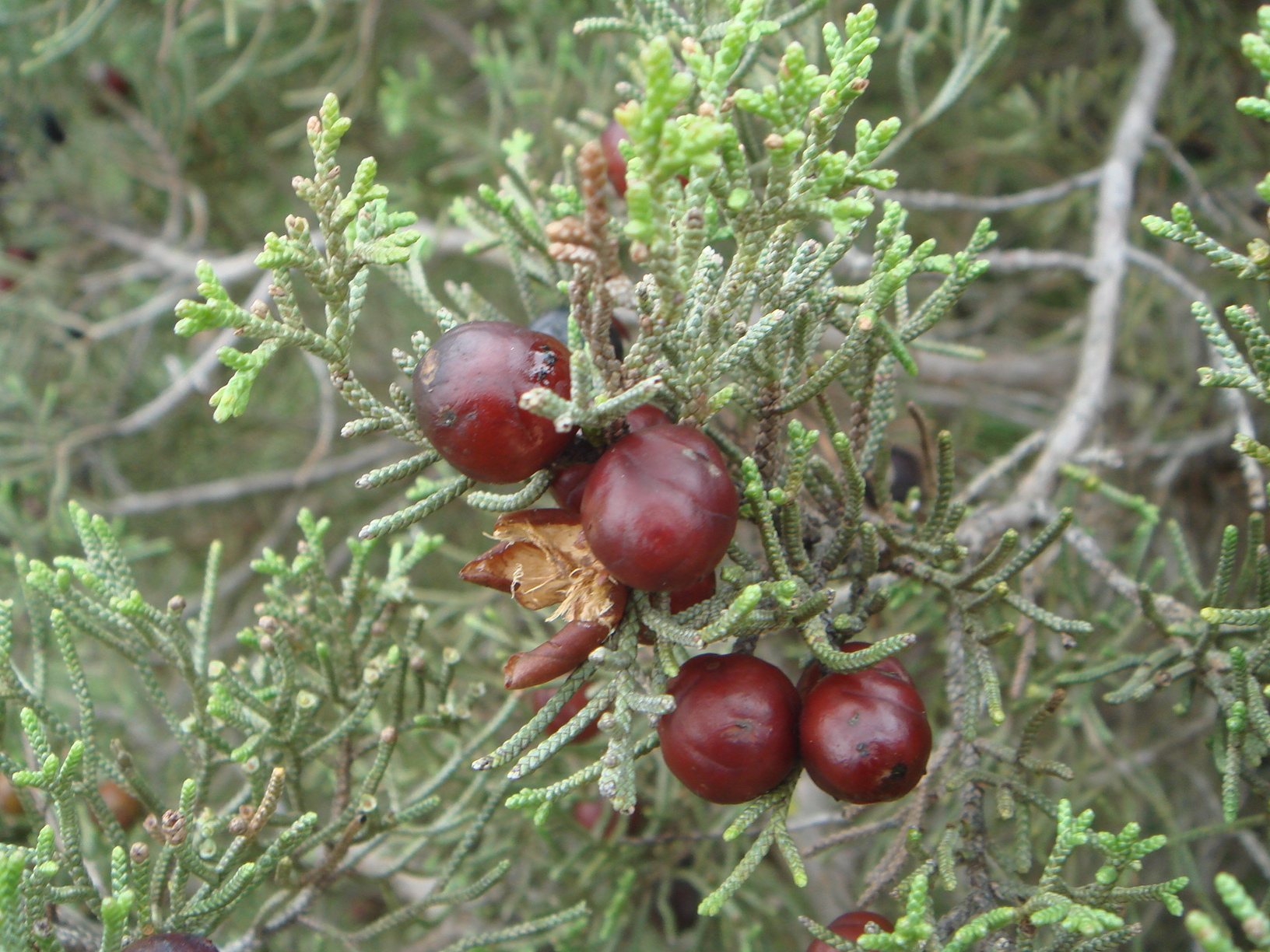